# یوبلو
یوبلو (به چکی: Ublo) یک منطقهٔ مسکونی در جمهوری چک است که در Zlín District واقع شده‌است.

## خصوصیات
یوبلو ۴٫۶۲ کیلومترمربع مساحت و ۲۵۳ نفر جمعیت دارد و ۴۷۰ متر بالاتر از سطح دریا واقع شده‌است.

## نگارخانه

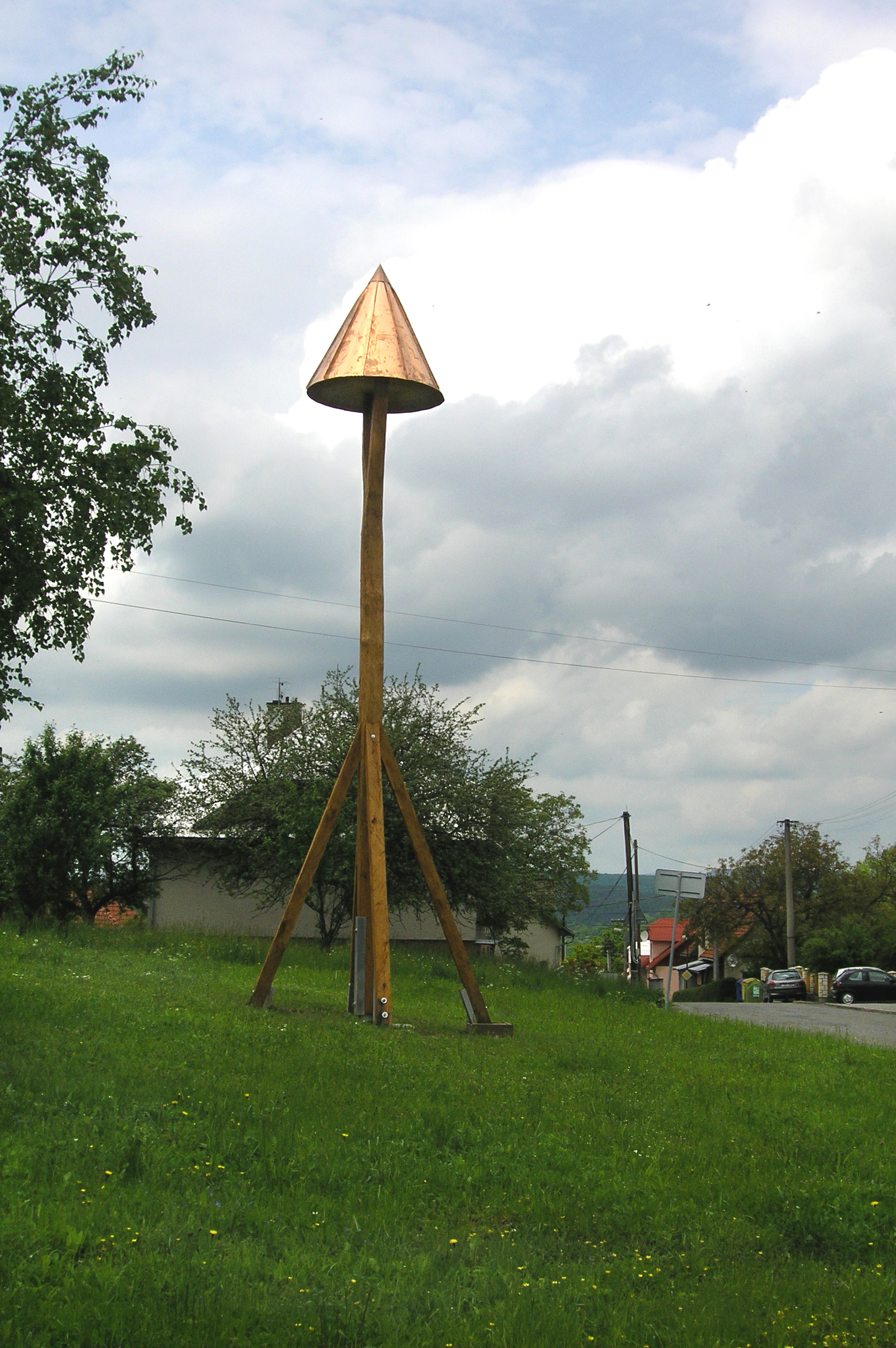
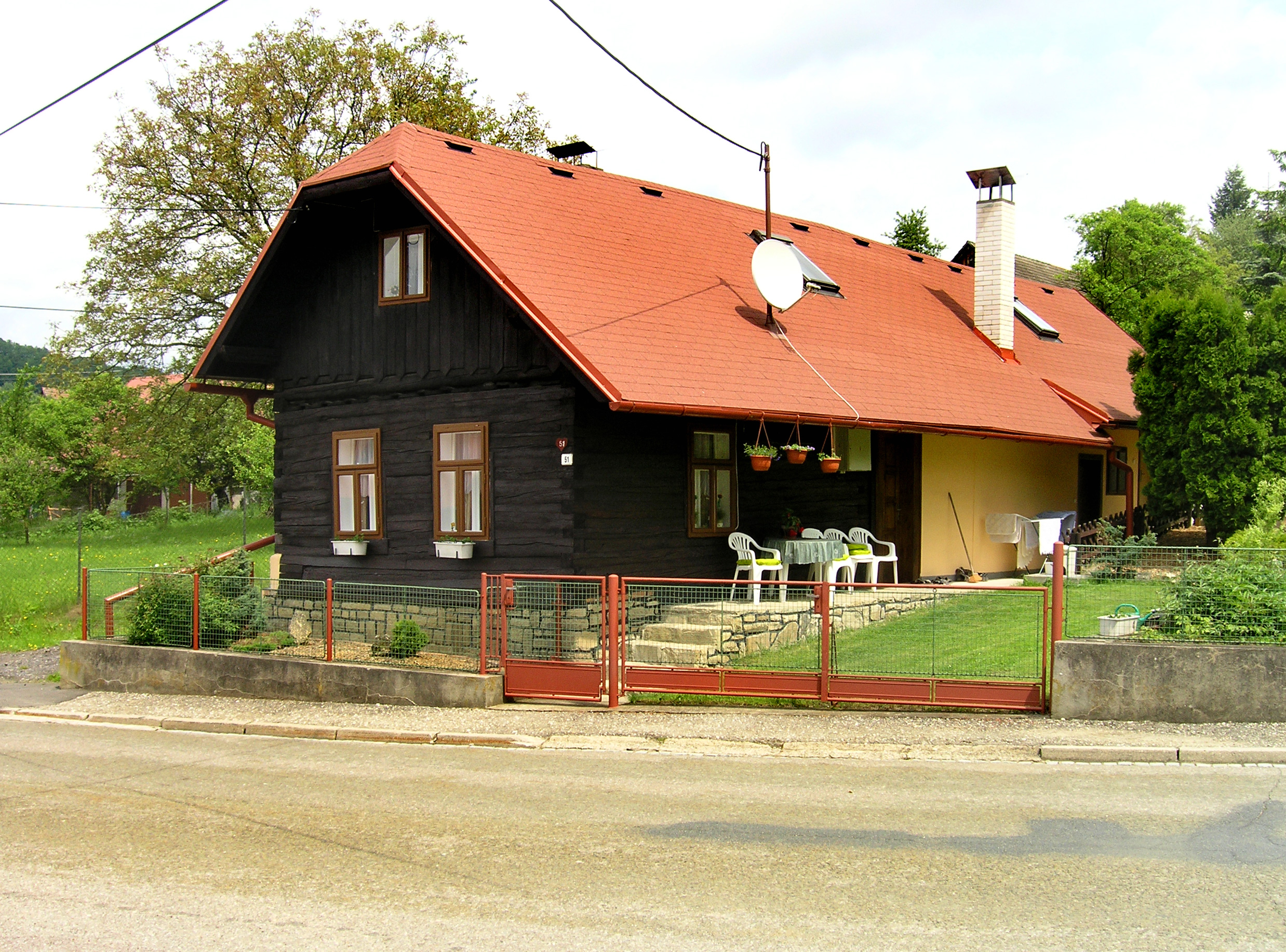